# Янувко (Вармінсько-Мазурське воєводство)
Янувко (пол. Janówko, нім. Johanneshof) — село в Польщі, у гміні Венґожево Венґожевського повіту Вармінсько-Мазурського воєводства.
Населення — 146 осіб (2011).
У 1975-1998 роках село належало до Сувальського воєводства.

## Демографія
Демографічна структура станом на 31 березня 2011 року:
|          | Загалом | Допрацездатний вік | Працездатний вік | Постпрацездатний вік |
| -------- | ------- | ------------------ | ---------------- | -------------------- |
| Чоловіки | 72      | 25                 | 45               | 2                    |
| Жінки    | 74      | 20                 | 46               | 8                    |
| Разом    | 146     | 45                 | 91               | 10                   |